# Psectrotarsia
Psectrotarsia is een geslacht van vlinders van de familie uilen (Noctuidae), uit de onderfamilie Heliothinae.

## Soorten
- P. flava Dognin, 1907
- P. fuscirena Hampson, 1910
- P. tamsi Giacomelli, 1922